# Мазанка (приток Сала)
Мазанка — река в России, протекает по Ростовской области. Устье реки находится в 362 км по левому берегу реки Сал. Длина реки — 48 км, площадь водосборного бассейна — 281 км². Уклон реки — 0,625 м/км.
Относится к Донскому бассейновому округу, водохозяйственный участок реки — Сал, речной подбассейн реки — Бассейн притоков Дона ниже впадения Северского Донца. Речной бассейн реки — Дон (российская часть бассейна).

## Общая физико-географическая характеристика
Река берёт начало в границах хутора Майкопский на северных склонах Сальско-Манычской гряды. От истока Мокрый Гашун течёт на северо-восток, по направлению к хутору Старорубашкин, ниже Старорубашкина поворачивает на северо-запад, по направлению к хутору Донецкий, в районе хутора Донецкий вновь поворачивает на северо-восток, у хутора Новорубашкин река снова меняет направление, поворачивает на северо-запад. Впадает в реку Сал чуть ниже хутора Ивановский. Сток реки зарегулирован: на реке имеется несколько прудов.
На степных засушливых площадях долины реки распространены почвы каштанового типа почвообразования, нередко солонцеватые и засоленные, а также комплексы этих почв с солонцами.
Климат засушливый. Количество выпадающих осадков сравнительно невелико, а испарение, вследствие высокой летней температуры, продолжительных сухих ветров и в связи с этим малой относительной влажности воздуха, чрезвычайно большое. Вследствие этих особенностей климата роль летних осадков в питании Мазанки невелика. Для реки, как и для других рек бассейна Сала, характерна летне-осенняя межень, которая иногда прерывается дождевыми паводками. Летом в верхнем и среднем течении Мазанка пересыхает. Постоянный сток сохраняется лишь в нижнем течении, ниже хутора Новорубашкин.
В районе хутора Донецкий долину реки пересекает Вехнесальский канал.